# Daphne stapfii
Daphne stapfii är en tibastväxtart som beskrevs av Joseph Friedrich Nicolaus Bornmüller och Keissler. Daphne stapfii ingår i släktet tibaster, och familjen tibastväxter. Inga underarter finns listade i Catalogue of Life.